# Ecnomus tegap
Ecnomus tegap är en nattsländeart som beskrevs av Cartwright 1994. Ecnomus tegap ingår i släktet Ecnomus och familjen trattnattsländor. Inga underarter finns listade i Catalogue of Life.